# Chropyně
Chropyně (pronunție în cehă [ˈxropɪɲɛ]) este o comună și un oraș din districtul Kroměříž din regiunea Zlín din Cehia. Are o populație de aproximativ 4.700 de locuitori. Principalele obiective turistice sunt Castelul Chropyně și Biserica Sfântul Egidiu.

## Diviziuni administrative
Chropyně este format din două diviziuni administrative (în paranteze populația conform recensământului din 2021):
- Chropyně (4.377)[5]
- Plešovec (210)[5]

## Geografie
Chropyně se află la aproximativ 6 kilometri (4 mi) nord de Kroměříž și la 25 kilometri (16 mi) nord-vest de Zlín. Se află în Valea Moravia Superioară. Canalul Malá Bečva și ramurile sale curg prin oraș. Malá Bečva se varsă în râul Moštěnka⁠(d), care curge de-a lungul graniței de sud-est a comunei. Râul Morava curge pentru scurt timp de-a lungul graniței de sud, iar confluența sa cu Moštěnka se află aproape de teritoriul comunei Chropyně.
Pe teritoriul comunal se găsesc mai multe iazuri de pește. Cel mai mare dintre ele este Zámecký rybník, aflat în centrul orașului. Zona iazului este protejată ca rezervație naturală națională.

## Istorie
Prima mențiune scrisă despre Chropyně datează din anul 1261, când așezarea a fost donată mănăstirii nou înființate din Vizovice.
În timpul domniei lorzilor de Ludanice din secolul al XV-lea, aici a fost construit un sistem de iazuri cu pești, iar Chropyně a devenit centrul unei mici moșii. Creșterea peștilor a adus prosperitate economică așezării Chropyně și, în 1535, a devenit oraș-târg fiind promovat de către regele Ferdinand I.
În 1615–1617, orașul Chropyně a fost deținut de cardinalul Franz von Dietrichstein⁠(d). Din 1617 până în 1848, a fost proprietate a episcopiei de Olomouc. În secolul al XIX-lea, mai multe incendii mari au deteriorat Chropyně.
Un mic centru balnear pentru tratarea tulburărilor muscularo-scheletice și a bolilor asociate cu hipertensiunea arterială a fost fondat aici în 1950.
În 1970, Chropyně a fost promovat ca oraș. Acesta a fost avariat de inundațiile din Europa Centrală din 1997, iar centrul spa a fost complet distrus.

## Economie
Principalul angajator al orașului este Chropyňská strojírna, a.s., care se ocupă cu instalarea de utilaje industriale (în industria automobilelor, feroviară, aerospațială, construcție, agricultură etc). Compania Chropyňská strojírna a fost fondată în 1992 și are peste 340 de angajați.

## Transporturi

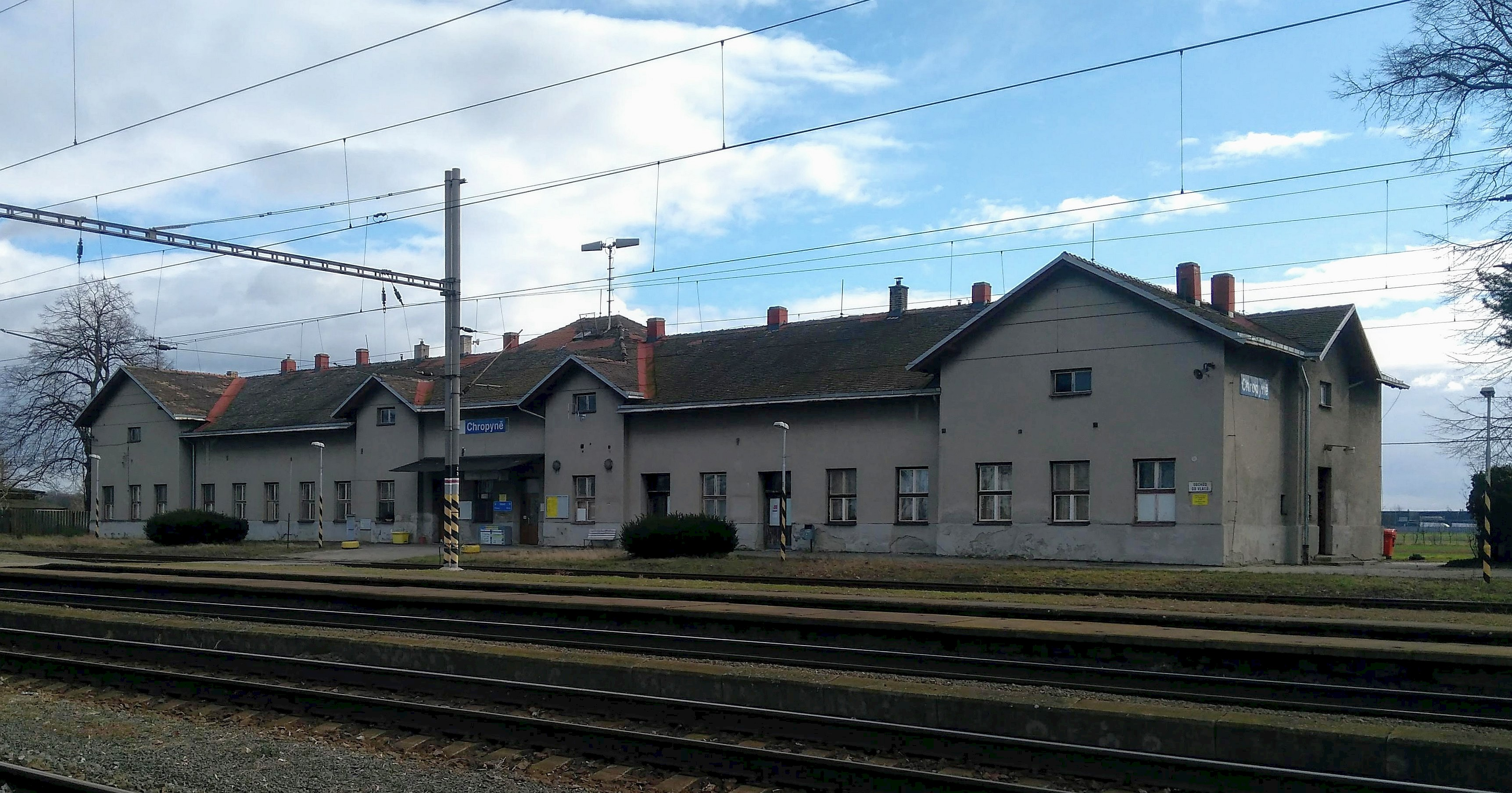
Stația CF

Chropyně se află pe linia de cale ferată Šumperk – Vyškov⁠(d).

## Obiective turistice
Principalul obiectiv turistic este Castelul Chropyně. A fost construită în 1615 în locul unui castel mai vechi. În secolul al XIX-lea, a fost transformat într-o cabană de vânătoare. Astăzi este deschis publicului. Conține mai multe expoziții, inclusiv monumentul pictorului Emil Filla, cel mai faimos localnic.
Biserica Sfântul Egidiu are un nucleu romanic medieval de la mijlocul secolului al XIII-lea. A fost reconstruită în stil baroc în 1761–1772.

## Persoane notabile
- Emil Filla (1882–1953), pictor și sculptor